# Basílica de Nossa Senhora dos Mártires
De Basílica de Nossa Senhora dos Mártires is een rooms-katholieke kerk in de wijk Chiado in Lissabon, Portugal. De kerk is gebouwd in barok en neoklassieke stijl. De parochie van Nossa Senhora dos Mártires werd onmiddellijk opgericht na de herovering van Lissabon op de Moren in 1147, wat resulteerde in de bouw van een kapel ter nagedachtenis aan alle soldaten die stierven in de strijd ter verdediging van het christelijke geloof. Tijdens de aardbeving van 1755 werd de kerk vrijwel volledig verwoest. De huidige kerk werd ontworpen door de Portugese architect Reinaldo Manuel dos Santos en werd geopend in maart 1784. Het doopvont is een van de weinige delen van de oorspronkelijke kerk die de aardbeving hebben overleefd.